# Bătălia de la Ostia

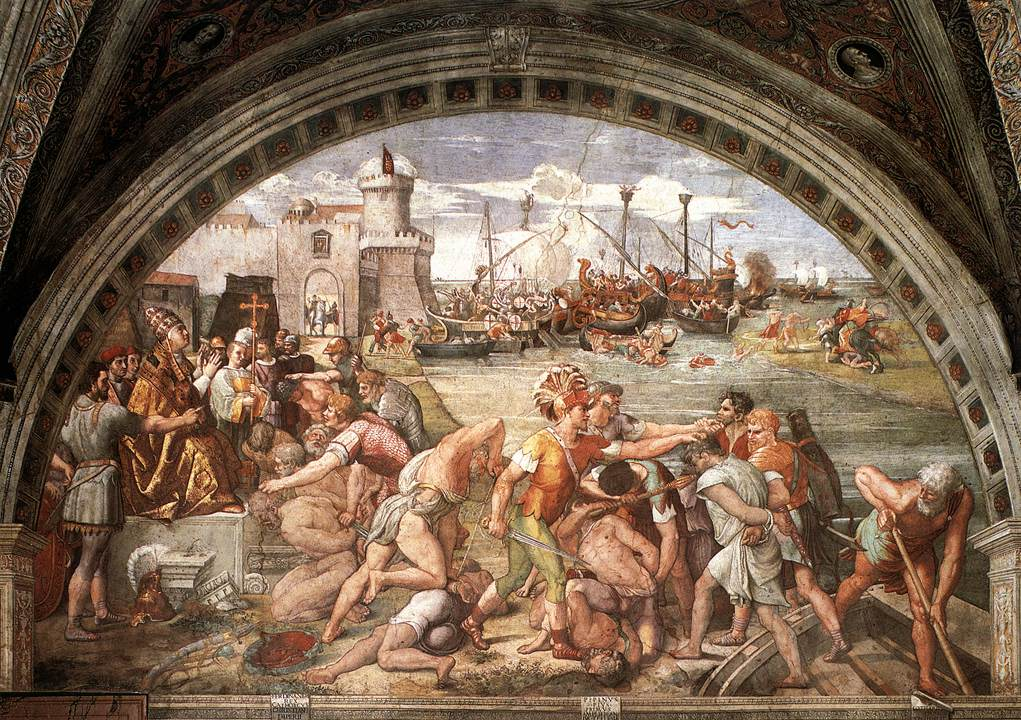
Frescă a lui Rafael Sanzio, intitulată Bătălia de la Ostia

Bătălia navală de la Ostia a avut loc în anul 849 între pirații sarazini și o ligă a statelor din sudul Italiei, compusă din vase papale, napolitane, amalfitane și din Gaeta. Bătălia s-a încheiat în favoarea ligii italiene, pirații fiind respinși cu succes. 

## Contextul
Începând din 827, forțele musulmane au început cucerirea Siciliei. În 846, sarazinii au prădat chiar Roma, distrugând numeroase bazilici, inclusiv San Pietro, pentru a le jefui.

## Bătălia

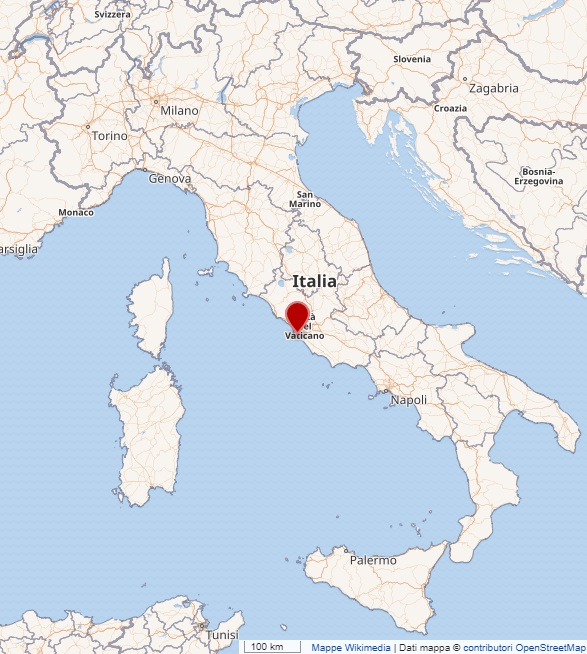
Ostia

Vestea unei concentrări de vase ale sarazinilor lângă Sardinia a ajuns la Roma la începutul anului 849. O armada creștină, sub conducerea lui Cezar de Neapole, fiul ducelui Sergiu I de Neapole, a fost adunată în apropierea orașului refortificat Ostia, iar papa Leon al IV-lea a venit în persoană pentru a binecuvânta trupele. După ce a corăbiile piraților și-au făcut apariția, confruntarea a început, cu galerele din Neapole la conducere. În mijlocul luptei, o furtună i-a despărțit pe adversari, iar vasele creștine au reușit să revină în port. Cu toate acestea, musulmanii au fost împrăștiați pe o largă distanță, cu multe vase pierdute și altele eșuând pe uscat. Când furtuna a încetat, resturile flotei arabe au fost capturate cu ușurință, iar mulți sarazini au fost capturați.

## Consecințele
Imediat după bătălie, cea mai mare parte din prada cu care vasele sarazine erau încărcate a ajuns pe țărm și a fost jefuită de către localnici, în virtutea ius naufragii. Prizonierii arabi capturați au fost trimiși să muncească pentru construirea "zidului leonin" care era menit să înconjoare colina Vaticanului. Din acel moment, Roma a încetat să mai fie amenințată de către musulmani.